# 聖十字瑪麗

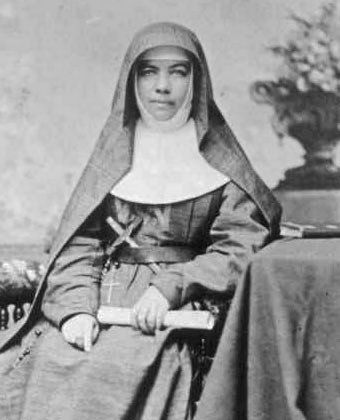
Mary MacKillop.

瑪麗·海倫·麥姬洛修女（Mary Helen MacKillop，1842年1月15日—1909年8月8日），也被稱為聖十字瑪麗（Saint Mary of the Cross），生於澳州墨爾本，澳洲天主教修女，聖若瑟聖心修女會（Sisters of St Joseph of the Sacred Heart）的創立者。一生致力於教育窮人，是澳洲第一位被天主教會册封的聖人。

## 封聖
麥姬洛曾經行神蹟，治癒過一名身患癌症的女子和一名患有白血病的人。1871年，遭指責為桀骜不驯，被不公正地處以絕罰，逐出天主教會。1872年，她所蒙受的絕罰，被主教免除。
1995年，教宗若望保祿二世承認她所行的神蹟，為她宣福。
2010年10月16日，教宗本篤十六世在聖伯多祿大教堂前正式宣布，麥姬洛修女被天主教會認同，成為澳洲第一位聖人。

## 外部連結
- 瑪麗·麥姬洛官方網站 （页面存档备份，存于）